# Xenosauridae
Xenosauridae este o familie de șopârle.